# Dòng Nintendo DS
Dòng Nintendo DS là một dòng máy chơi trò chơi điện tử cầm tay được phát triển, sản xuất, phát hành và tiếp thị bởi Nintendo.
Sản phẩm ban đầu được phát hành dưới dạng thử nghiệm, là một hệ máy phụ cho dòng Game Boy Advance lúc bấy giờ, Nintendo DS đã sớm soán ngôi và trở thành dòng thiết bị cầm tay hàng đầu của Nintendo. Máy DS khác biệt so với tiền nhiệm, dù vẫn dùng hình thức gập kiểu "vỏ sò" và hai màn hình, màn hình phía dưới là màn hình cảm ứng cho phép nhập liệu bằng bút stylus kèm theo. Đây cũng là máy chơi trò chơi cầm tay đầu tiên của Nintendo tương thích khả năng truy cập không dây, hỗ trợ cả giao tiếp cục bộ giữa các máy DS khác và dùng internet thông qua dịch vụ Nintendo Wi-Fi Connection hiện đã ngừng hoạt động.
Dòng bao gồm ba phiên bản; Nintendo DS bản đầu, phiên bản Nintendo DS Lite với màn hình sáng hơn và Nintendo DSi là bản cải tiến của DS Lite với phần cứng được cập nhật, hỗ trợ lưu trữ nội bộ và di động, máy ảnh và phần mềm hệ thống được cập nhật với các ứng dụng có thể ghi hình ảnh và âm thanh, cũng như khả năng tải xuống và mua phần mềm bổ sung thông qua cửa hàng DSIWare. DSi cũng phát hành phiên bản XL lớn hơn.
Trong suốt dòng đời, PlayStation Portable của Sony luôn là đối thủ cạnh tranh chính trên thị trường. Đã có bốn phiên bản khác nhau của dòng Nintendo DS trên thị trường: Nintendo DS bản đầu, Nintendo DS Lite, cũng như Nintendo DSi và biến thể XL của nó. Dòng Nintendo DS đã rất thành công, tiếp tục dẫn đầu xu hướng như tiền nhiệm, dòng Game Boy. Với hơn 154 triệu máy được bán trên toàn thế giới, các mẫu DS là máy chơi trò chơi cầm tay bán chạy nhất và là hệ máy bán chạy thứ hai nói chung chỉ sau PlayStation 2
Dòng DS đã chính thức được thay thế bởi dòng Nintendo 3DS vào năm 2011; dòng 3DS mang những điểm tương đồng về chức năng với DSi, nhưng với những cải tiến vuột trội hơn nữa đối với phần cứng và phần mềm bên trong, cũng như có màn hình 3D tự tạo hiệu ứng lập thể 3 chiều.

## Lịch sử
| 2004 | Nintendo DS      |
| 2005 |                  |
| 2006 | Nintendo DS Lite |
| 2007 |                  |
| 2008 | Nintendo DSi     |
| 2009 | Nintendo DSi XL  |

## Máy

### Nintendo DS

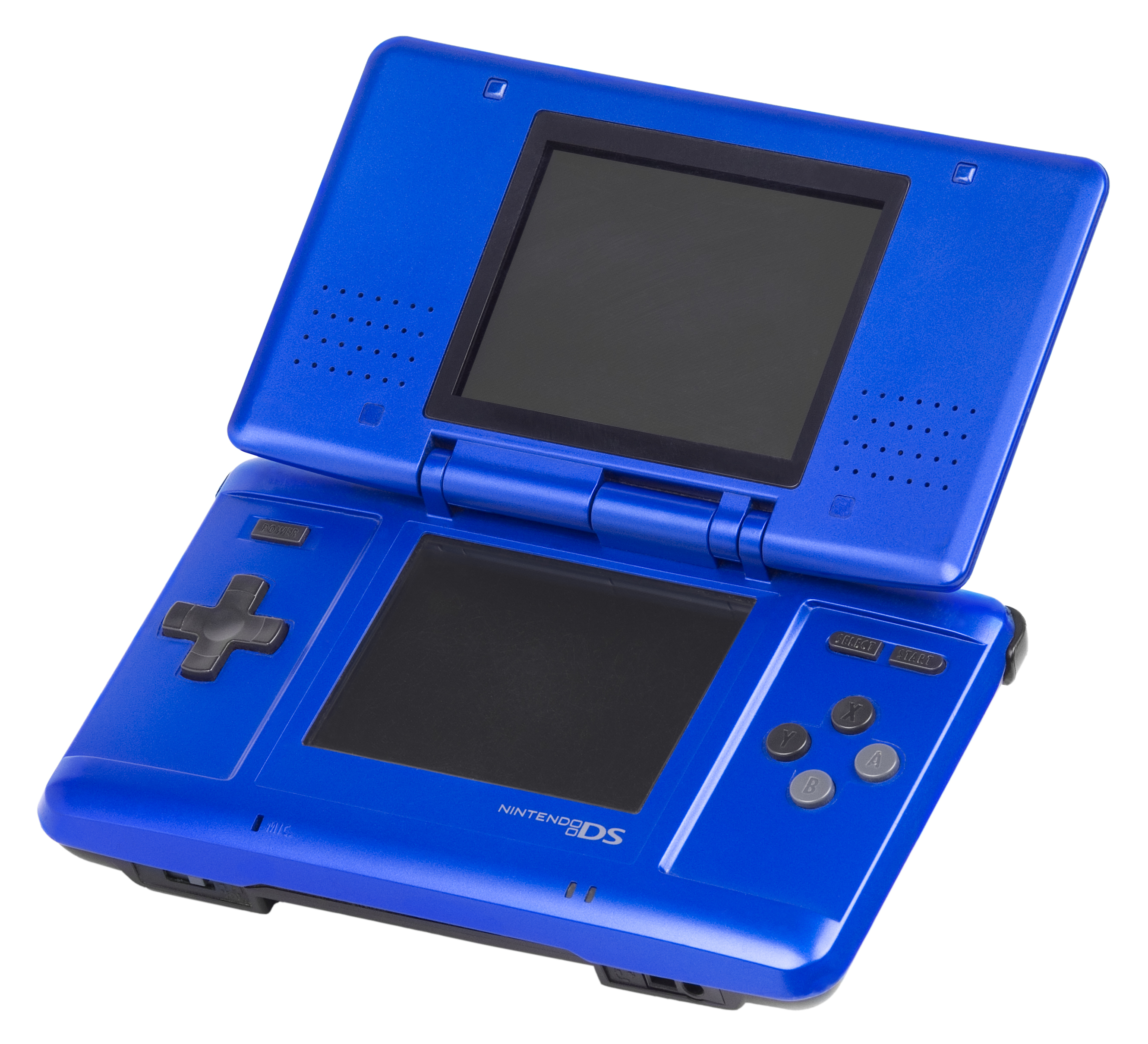
Một máy Nintendo DS bản Electric Blue khi mở ra.

Nintendo DS (viết tắt là DS) là một máy chơi trò chơi điện tử cầm tay hai màn hình được phát triển và phát hành bởi Nintendo. Thiết bị đã được bán ở Bắc Mỹ vào ngày 21 tháng 11 năm 2004. DS, viết tắt của "Developers' System" hoặc "Dual Screen" (màn hình kép), giới thiệu các tính năng mới đặc biệt hơn khi chơi trò chơi cầm tay: màn hình LCD hoạt động song song với màn hình cảm ứng, micrô tích hợp và hỗ trợ kết nối không dây. Cả hai màn hình đều được bao bọc bởi thiết kế vỏ sò tương tự như Game Boy Advance SP. Nintendo DS còn có khả năng tương tác trực tiếp với những máy DS khác bằng Wi-Fi trong một phạm vi ngắn mà không cần kết nối với mạng không dây hiện có. Ngoài ra, chúng có thể tương tác trực tuyến bằng dịch vụ Nintendo Wi-Fi Connection đã ngừng hoạt động.

Trước khi phát hành, Nintendo DS được coi là "trụ cột thứ ba" trong tất cả các dòng sản phẩm máy chơi trò chơi điện tử của Nintendo, coi như được sánh ngang với Game Boy Advance và GameCube. Tuy nhiên, khả năng tương thích ngược với các tựa trò chơi trên Game Boy Advance và doanh số cao đã đem đến thành công rực rỡ cho hệ máy kế thừa cho dòng Game Boy. 

### Nintendo DS Lite

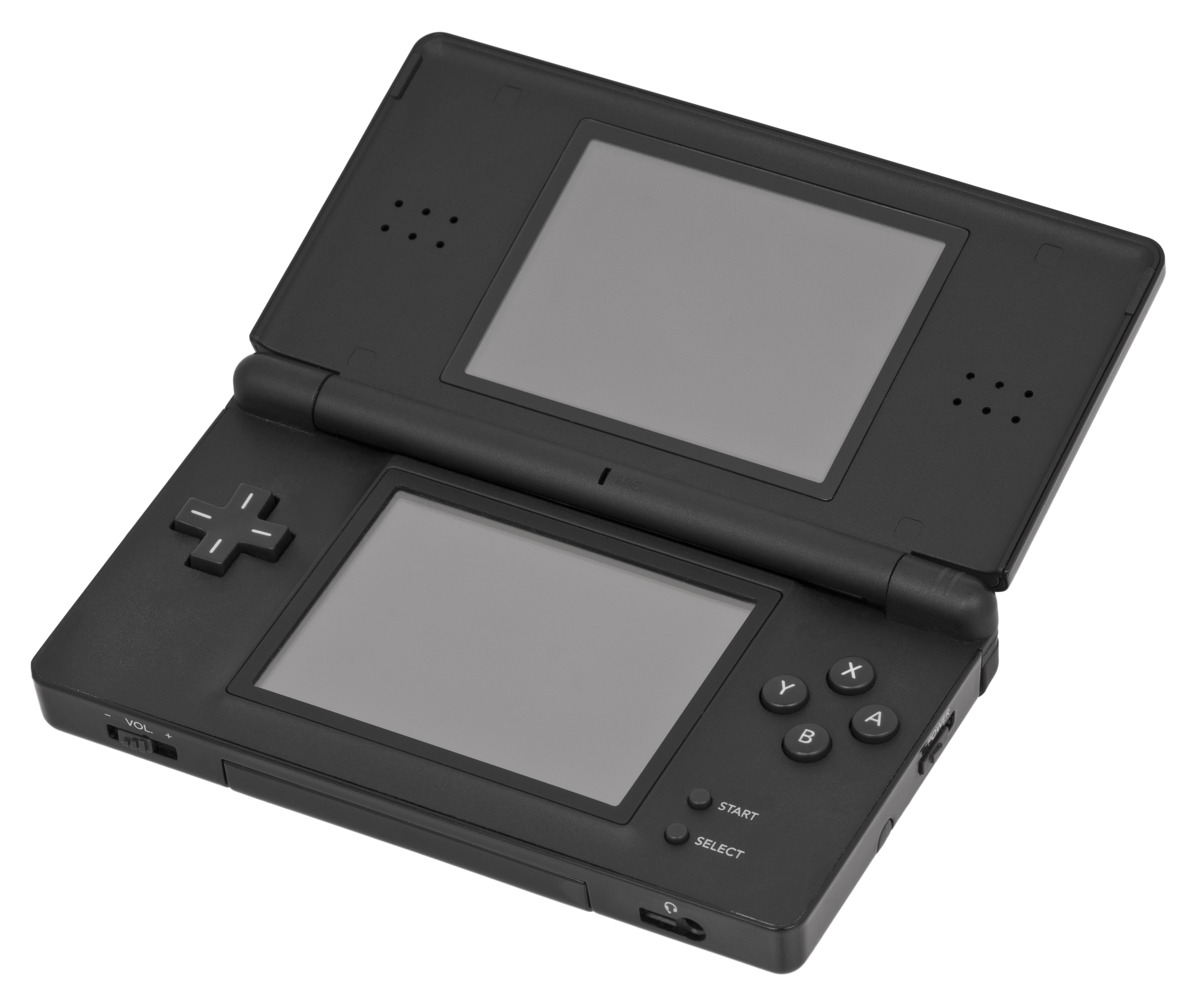
Một máy Nintendo DS Lite màu đen khi mở.

Nintendo DS Lite (viết tắt là DS Lite) là máy chơi trò chơi điện tử cầm tay hai màn hình được phát triển và sản xuất bởi Nintendo. Đây là một thiết kế mỏng hơn, sáng hơn và nhẹ hơn của Nintendo DS bản đầu. Được công bố vào ngày 26 tháng 1 năm 2006, tức là hơn một tháng trước khi phát hành chính thức tại Nhật Bản vào ngày 2 tháng 3 năm 2006, chủ yếu là do nhu cầu quá lớn đối với bản đầu. Máy đã được phát hành ở Úc, Bắc Mỹ, Châu Âu, New Zealand, Singapore và một số khu vực ở Nam Mỹ, Trung Đông và Đông Á. Tính đến ngày 31 tháng 12 năm 2013, doanh số bán ra của DS Lite đã đạt 93,86 triệu máy trên toàn thế giới, theo Nintendo. Nó cũng là thiết bị chơi trò chơi điện tử cầm tay cuối cùng có khả năng tương thích ngược với các băng trò chơi Game Boy Advance.

### Nintendo DSi

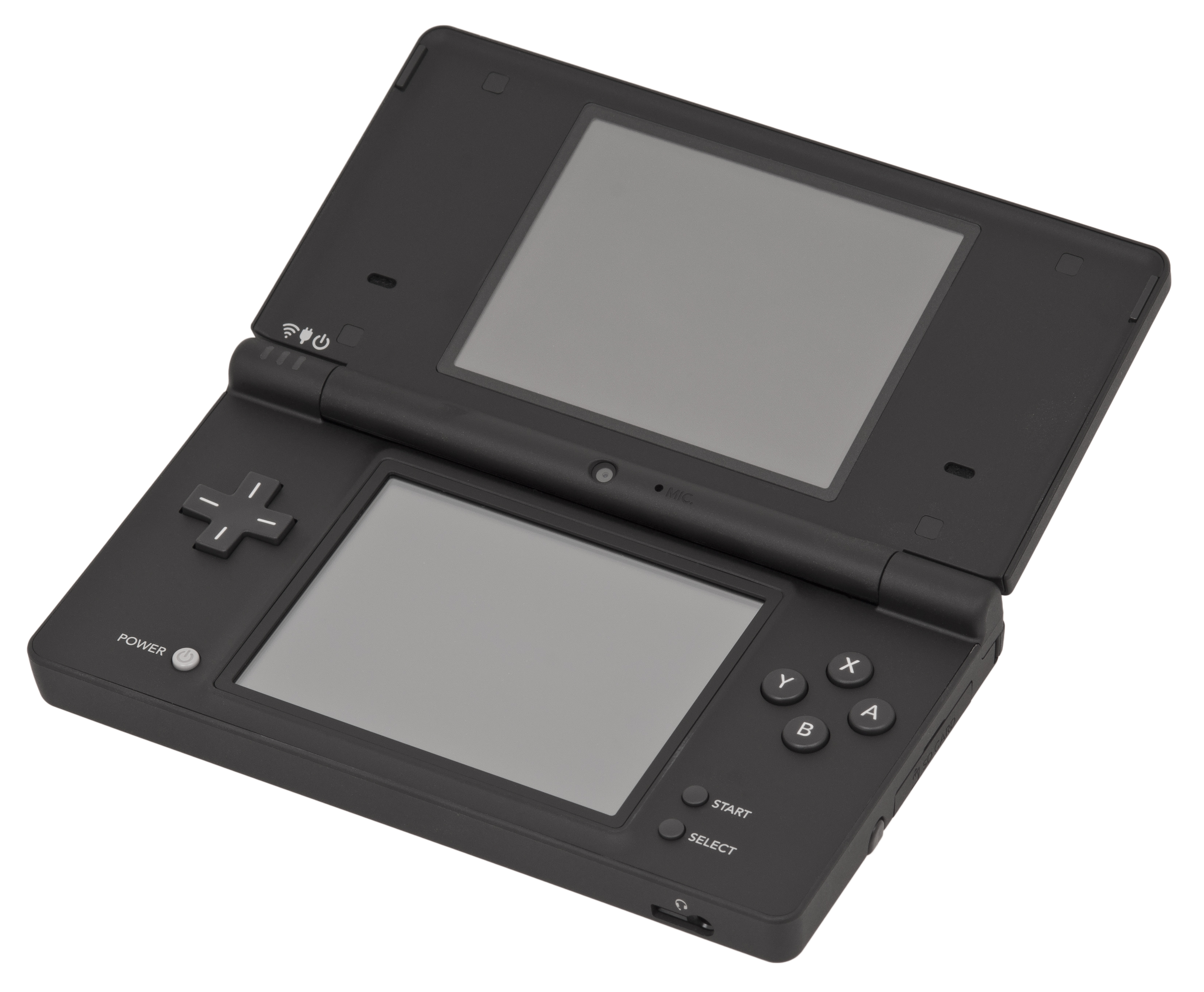
Một máy Nintendo DSi màu đen khi mở.

Nintendo DSi (viết tắt là DSi)  là một máy chơi trò chơi điện tử cầm tay hai màn hình được phát hành bởi Nintendo. Máy ra mắt tại Nhật Bản ngày 1 tháng 11 năm 2008 và xuất hiện trên toàn thế giới vào tháng 4 năm 2009. Đây là dòng máy thứ ba theo vòng lặp lại của Nintendo DS, và đối thủ trên thị trường chính của nó là PlayStation Portable(PSP) của Sony. Quá trình phát triển của DSi bắt đầu vào cuối năm 2006 và thiết bị cầm tay được công bố trong Hội nghị Nintendo tháng 10 năm 2008 tại Tokyo. Nhu cầu quá lớn của người tiêu dùng đã dẫn đến việc Nintendo phải sản xuất ra một thiết bị cầm tay mỏng hơn với màn hình lớn hơn DS Lite. Do đó, Nintendo đã loại bỏ khe cắm băng Game Boy Advance (GBA) để cải thiện tính di động mà không làm giảm độ bền của sản phẩm.
Mặc dù thiết kế của DS tương tự như DS Lite, nhưng nó có thêm hai máy ảnh kỹ thuật số, hỗ trợ lưu trữ nội dung trong và ngoài, kết nối với cửa hàng trực tuyến Nintendo DSi Shop (đã ngừng hoạt động vào năm 2017). Nintendo nhấn mạnh việc các thành viên trong một gia đình thường xuyên sử dụng DS và DS Lite. Chức năng mới này nhằm cá nhân hóa chiếc máy, khuyến khích mỗi thành viên trong gia đình mua DSi. Thiết bị cầm tay hỗ trợ phương tiện vật lý độc quyền, khác các trò chơi DS, với các tính năng dành riêng cho DSi và các trò chơi DS tiêu chuẩn. Ngoại lệ duy nhất cho khả năng tương thích ngược là các trò chơi DS bắt buộc khe cắm GBA. Tính đến ngày 30 tháng 9 năm 2014, Nintendo đã bán được 41,37 triệu máy DSi và DSi XL cộng lại.

Đánh giá về Nintendo DSi nhìn chung là tích cực; Mặc dù IGN và bit-tech đã chê bai việc thiếu những phần mềm độc quyền và loại bỏ khe cắm GBA, nhưng những chức năng độc đáo được thêm vào lại khiến nhiều phóng viên giới thiệu nó cho những người chưa mua DS trước đó. Nhiều nhà phê bình đã thất vọng với độ phân giải hạn chế của máy ảnh trên DSi, mặc dù Ars Technica và GameSpot đồng ý rằng chúng phù hợp với màn hình của thiết bị cầm tay. CNET và PCWorld coi DSi Shop là ưu đãi quan trọng nhất đối với những người sở hữu DS.

### Nintendo DSi XL

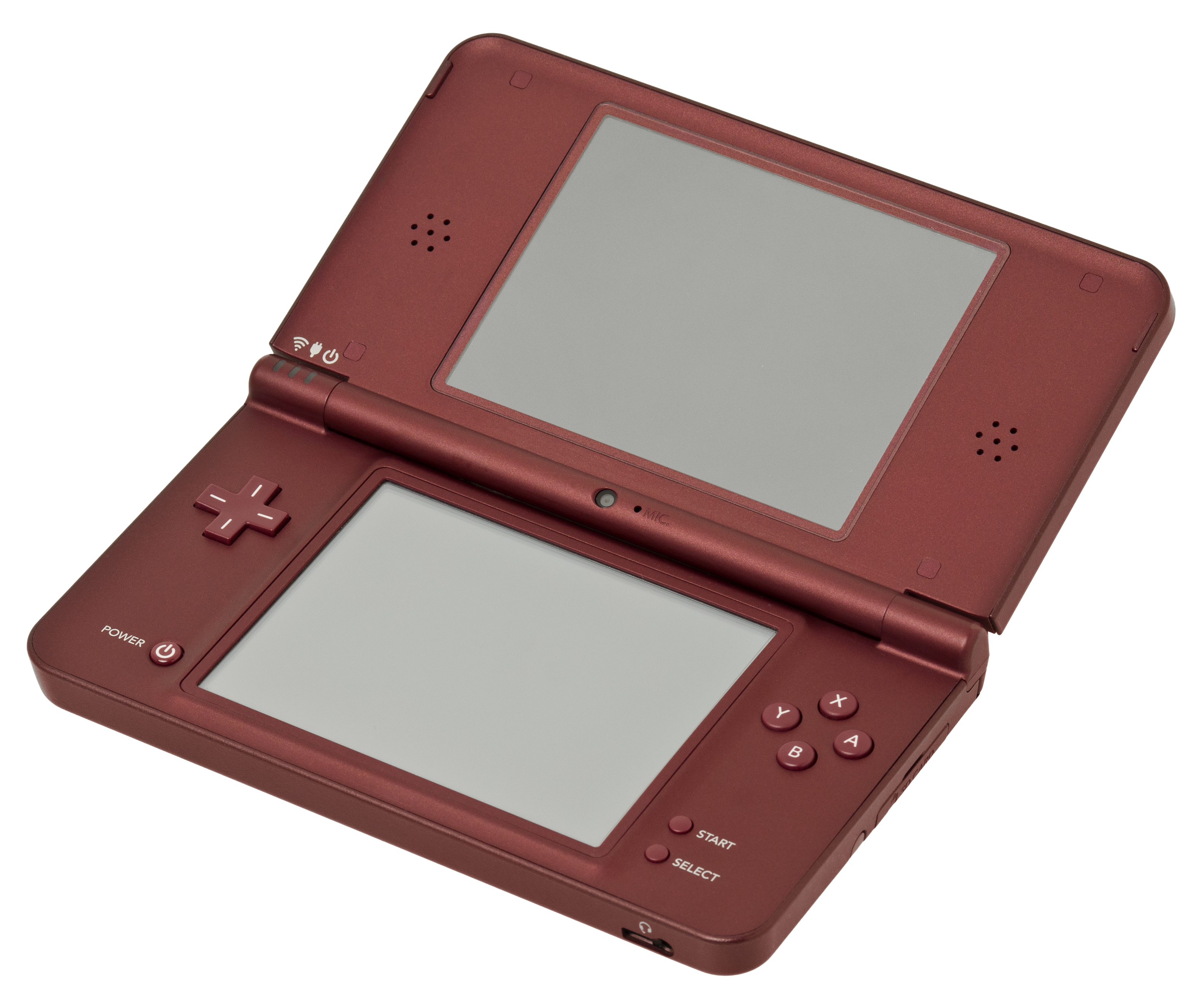
Một máy Nintendo DSi XL màu đỏ tía ở vị trí mở.

Nintendo DSi XL (viết tắt là DSi XL) có màn hình lớn hơn và kích thước tổng thể lớn hơn so với DSi gốc. Đây là mô hình DS thứ tư, và là lần đầu tiên xuất hiện một dạng biến thể kích thước. Iwata cho biết hạn chế về mặt chi phí, ở thời điểm đó, đã hạn chế kích thước màn hình và khía cạnh nhiều người chơi của máy chơi trò chơi điện tử cầm tay và DSi XL đem đến "một góc nhìn được cải thiện", khiến nó trở thành "hệ máy cầm tay đầu tiên có thể cùng thưởng thức với những người xung quanh. "  Ông lập luận điều này giới thiệu một phương pháp mới để chơi các trò chơi video di động, trong đó những người "xung quanh người chơi trò chơi cũng có thể tham gia bằng cách này hay cách khác để cùng chơi."  Mặc dù DSi ban đầu được thiết kế dành riêng cho cá nhân, nhưng Iwata đề nghị người mua DSi XL một "vị trí ổn định trên bàn trong phòng khách" để có thể chia sẻ cho nhiều thành viên trong gia đình.

DSi XL là mẫu DS dài nhất, rộng nhất, sáng nhất và nặng nhất. Máy có hai màn hình LCD 4,2 inch (110 mm) góc rộng với độ phân giải tương tự như máy nhỏ. Thời lượng pin được cải thiện so với DSi trên tất cả các cài đặt độ sáng; ví dụ: pin sẽ kéo dài 13 giờ - 17 giờ ở cài đặt nhỏ nhất. Máy được trang bị loa giống hệt nhau chứa trong thùng loa, cho phép tạo ra âm thanh to hơn. Bản lề có thể mở rộng ra 120 ° so với vị trí DSi ban đầu là 155 ° để có thể xem trên bàn dễ dàng hơn. DSi XL được đóng gói với hai bút dài hơn, một trong số đó dày hơn, tròn và giống như bút, và không vừa khi đút vào máy.

## So sánh
| Dòng sản phẩm              | Nintendo DSi | Nintendo DSi | Nintendo DS | Nintendo DS |
| Tên                        | Nintendo DSi XL< | Nintendo DSi | Nintendo DS Lite | Nintendo DS |
| Logo                       | | | | |
| -------------------------- | --- | --- | --- | --- |
| Loại máy                   | Nintendo DSi XL | An opened clamshell dual-screen handheld device. A camera is embedded in the internal hinge. | Nintendo DS Lite | An original Nintendo DS |
| Ngày phát hành             | - JP: ngày 21 tháng 11 năm 2009 - EU: ngày 5 tháng 3 năm 2010 - NA: ngày 28 tháng 3 năm 2010 - AU: ngày 15 tháng 4 năm 2010 | - JP: ngày 1 tháng 11 năm 2008 - AU: ngày 2 tháng 4 năm 2009 - EU: ngày 3 tháng 4 năm 2009 - NA: ngày 5 tháng 4 năm 2009 | - JP: ngày 2 tháng 3 năm 2006 - AU: ngày 1 tháng 6 năm 2006 - NA: ngày 11 tháng 6 năm 2006 - EU: ngày 23 tháng 6 năm 2006 | - NA: ngày 21 tháng 11 năm 2004 - JP: ngày 2 tháng 12 năm 2004 - AU: ngày 24 tháng 2 năm 2005 - EU: ngày 11 tháng 3 năm 2005 |
| Giá bán                    | ¥20,000 US$189.99 €179.99 £159.99 A$299.95 | ¥18,900 US$169.99 €169.99 £149.99 A$299.95 | ¥16,800 US$129.99 €149.99 £99.99 A$199.95                                                                                 | ¥15,000 US$149.99 €149.99 £99.99 A$199.95                                                                                    |
| Hiển thị                   | 4.2 in (107 mm) | 3.25 in (83 mm) | 3.12 in (79 mm) | 3.0 in (76 mm) |
| Hiển thị                   | 256 × 192 px (cả hai màn hình) | | | |
| Hiển thị                   | 262,144 colors | | | |
| Hiển thị                   | 5 cấp độ sáng | 5 cấp độ sáng | 4 cấp độ sáng | Bật / tắt đèn nền |
| Nhân                       | 133 MHz ARM946E-S & 33.514 MHz ARM7TDMI | 133 MHz ARM946E-S & 33.514 MHz ARM7TDMI | 67.028 MHz ARM946E-S & 33.514 MHz ARM7TDMI                                                                                | 67.028 MHz ARM946E-S & 33.514 MHz ARM7TDMI                                                                                   |
| Bộ nhớ                     | 16 MB PSRAM | 16 MB PSRAM | 4 MB SRAM (mở rộng thông qua khe cắm Game Boy Advance)                                                                    | 4 MB SRAM (mở rộng thông qua khe cắm Game Boy Advance)                                                                       |
| Camera                     | Cảm biến 0,3 MP mặt trước và mặt ngoài | Cảm biến 0,3 MP mặt trước và mặt ngoài | None | None |
| Bộ nhớ ngoài               | Bộ nhớ trong 256 MB NAND, có thể mở rộng tới 32 GB thông qua khe SD/SDHC | Bộ nhớ trong 256 MB NAND, có thể mở rộng tới 32 GB thông qua khe SD/SDHC | None | None |
| Thẻ trò chơi               | Nintendo DS Game Card (8-512 MB) | Nintendo DS Game Card (8-512 MB) | Nintendo DS Game Card (8-512 MB) Game Boy Advance Game Cartridge (2–32 MB)                                                | Nintendo DS Game Card (8-512 MB) Game Boy Advance Game Cartridge (2–32 MB)                                                   |
| Đầu vào                    | - D-pad - A/B/X/Y, L/R, và START/SELECT - Touchscreen - Microphone - Camera | - D-pad - A/B/X/Y, L/R, và START/SELECT - Touchscreen - Microphone - Camera | - D-pad - A/B/X/Y, L/R, vàSTART/SELECT - Touchscreen - Microphone                                                         | - D-pad - A/B/X/Y, L/R, vàSTART/SELECT - Touchscreen - Microphone                                                            |
| Thời lượng pin             | 1050 mAh lithium-ion battery - 13–17 tiếng (chỉnh độ sáng thấp nhất) - 4–5 tiếng (độ sáng cao nhất) | 840 mAh lithium-ion battery - 9–14 tiếng(cài đặt độ sáng thấp nhất) - 3–4 tiếng(độ sáng cao nhất) | 1000 mAh lithium-ion battery - 15–19 tiếng (cài đặt độ sáng thấp nhất) - 5–8 tiếng (độ sáng cao nhất)                     | 850 mAh lithium-ion battery - 6–10 tiếng (được tính bởi độ sáng màn hình, kết nối không dây và âm lượng)                     |
| Kết nối                    | - Integrated 802.11b/g (chỉ tương thích với WEP hoặc các mạng không được mã hóa trong khi chơi những trò chơi Nintendo DS) | - Integrated 802.11b/g (chỉ tương thích với WEP hoặc các mạng không được mã hóa trong khi chơi những trò chơi Nintendo DS) | - Integrated 802.11 (legacy mode) (chỉ tương thích với WEP hoặc mạng không được mã hóa)                                   | - Integrated 802.11 (legacy mode) (chỉ tương thích với WEP hoặc mạng không được mã hóa)                                      |
| Bút cảm ứng                | 96 mm (3,8 in) dài × 4,9 mm (0,19 in) rộng | 92 mm (3,6 in) long × 4,9 mm (0,19 in) rộng | 87,5 mm (3,44 in) long × 4,9 mm (0,19 in) wide                                                                            | 75 mm (3,0 in) long × 4 mm (0,16 in) wide                                                                                    |
| Trọng lượng                | 314 gam (11,1 oz) | 214 gam (7,5 oz) | 218 gam (7,7 oz) | 275 gam (9,7 oz) |
| Kích thước                 | 161 mm (6,3 in) W 91,4 mm (3,60 in) D 21,2 mm (0,83 in) H | 137 mm (5,4 in) W 74,9 mm (2,95 in) D 18,9 mm (0,74 in) H | 133 mm (5,2 in) W 73,9 mm (2,91 in) D 21,5 mm (0,85 in) H                                                                 | 148,7 mm (5,85 in) W 84,7 mm (3,33 in) D 28,9 mm (1,14 in) H                                                                 |
| Dịch vụ trực tuyến         | Nintendo Wi-Fi Connection - Nintendo DSi Shop - Nintendo DSi Browser - Nintendo Zone | Nintendo Wi-Fi Connection - Nintendo DSi Shop - Nintendo DSi Browser - Nintendo Zone | Nintendo Wi-Fi Connection - Nintendo DS Browser                                                                           | Nintendo Wi-Fi Connection - Nintendo DS Browser                                                                              |
| Phần mềm                   | - Nintendo DS/DSi Game Card launcher - DS Download Play - PictoChat - Flipnote Studio - Nintendo DSi Browser - Nintendo DSi Camera - Nintendo DSi Shop - Nintendo DSi Sound - Brain Age Express: Arts &amp; Letters/A Little Bit of... Brain Training Arts Edition - Dictionary 6 in 1 with Camera Function (UK) - Clubhouse Games Express: Card Classics (Aus) - Photo Clock (Aus) - System Settings | - Nintendo DS/DSi Game Card launcher - Brain Age Reading - Brain Age Math - DS Download Play - Nintendo DSi Browser - Nintendo DSi Camera - Nintendo DSi Shop - Nintendo DSi Sound - PictoChat - Flipnote Studio - System Settings | - DS Download Play - PictoChat - System Settings                                                                          | - DS Download Play - PictoChat - System Settings                                                                             |
|                            | Yes | Yes | No | No |
| Khả năng tương thích ngược | — | — | Game Boy Advance Game Pak (chỉ một người chơi)                                                                            | Game Boy Advance Game Pak (chỉ một người chơi)                                                                               |

## Phụ kiện
Có một số phụ kiện được phát hành cho dòng Nintendo DS.